# Harry Potter (rugbista)
Harry Potter (Londra, 15 dicembre 1997) è un rugbista australiano d'origine britannica che gioca come tre quarti centro e occasionalmente ala.
Dalla stagione 2023-24 è tesserato con la federazione dell'Australia Occidentale e la relativa franchise del Western Force.

## Biografia
Originario del quartiere londinese di Wimbledon, crebbe a Melbourne dall'età di dieci anni quando i genitori emigrarono in Australia, e iniziò a giocare a rugby in quel Paese.
Tra le sue esperienze di club figurano quelle nel campionato australiano dapprima con i Country Eagles del Nuovo Galles del Sud e, a seguire, Melbourne Rising.
Con la squadra dell'Università di Sydney vinse due Shute Shield prima di tornare a Melbourne nella franchise di Super Rugby dei Rebels, con cui tuttavia non scese mai in campo in gare ufficiali.
A giugno 2020 Potter tornò in Inghilterra, ingaggiato dal Leicester reduce da un penultimo posto in classifica che solo la penalizzazione di 105 punti inflitta al Saracens impedì si traducesse in retrocessione in seconda divisione; alla prima stagione nel suo nuovo club fu in campo in poche occasioni, ma nel 2021-22 andò a meta sette volte, e fu tra i protagonisti del ritorno del titolo a Leicester dopo 9 stagioni.
Al termine della stagione 2022-23 Potter ha ottenuto dal club la rescissione consensuale del contratto per poter tornare in Australia, dove ha firmato un accordo con la franchise di Super Rugby del Western Force per le stagioni 2024 e 2025.
Idoneo a rappresentare sia l'Inghilterra, suo Paese di nascita, e l'Australia, di formazione sportiva, ha alfine deciso per quest'ultima e il 24 novembre 2024 a Murrayfield ha debuttato contro la Scozia; nonostante la sconfitta 13-27, sua è l'unica meta marcata dagli Wallabies.

## Palmarès
- Premiership: 1
Leicester: 2021-22